# Romolo Marcellini
Romolo Marcellini (Montecosaro, 6 ottobre 1910 – Civitanova Marche, 3 giugno 1999) è stato un regista italiano.

## Biografia
Dopo una laurea in Scienze Economiche, Romolo Marcellini iniziò un'attività di giornalista e cominciò a interessarsi di cinema, scrivendo il soggetto di Stadio. Regista di documentari, si recò in Africa dove diventò aiuto regia per il film Scipione l'Africano (1937) e girò Sentinelle di bronzo (1937), il suo primo film come regista. Dopo la guerra civile in Spagna, dal 1937 al 1942, girò alcuni documentari prodotti dall'Istituto Luce, dal taglio celebrativo, sulle imprese dei volontari fascisti partiti in sostegno dei franchisti contro il governo spagnolo.
Fra il 1937 e il 1969 realizzò 22 pellicole, fra le quali spicca Pastor angelicus (1942), ispirato all'appellativo da alcuni attribuito a papa Pio XII già a partire dal suo pontificato. Il documentario venne realizzato per una distribuzione a livello mondiale, e si propose di mostrare la vita quotidiana del Pontefice e in che modo il cauto e ieratico ex Segretario di Stato vaticano era divenuto il 262° pastore della Profezia di Malachia, entrato papa già in conclave ed insolitamente eletto al terzo scrutinio.
D'altra parte, nel vuoto del potere statale, alla «fine della guerra restano in piedi, su tutto il territorio nazionale, 559 sale parrocchiali, capaci di garantire la continuazione del servizio cinematografico ( [...] )». Luigi Gedda diventa presidente del Centro cattolico cinematografico nel 1942, che nel 1944 si costituisce come Ente dello spettacolo. L'influenza dei cattolici è predominante. «Pastor Angelicus, oltre a segnare il primo grandioso successo produttivo e organizzativo in campo cinematografico di Luigi Gedda, è anche un vero e proprio manifesto politico ( [...] )».
A questo celebre documentario seguirà La grande olimpiade (1960), sulla XVII Olimpiade del 1960 tenutasi a Roma, col quale vinse il Premio d'Oro al Festival cinematografico di Mosca nel 1961 e candidato al Premio Oscar come miglior documentario nel 1962.

## Carriera
Nel programma televisivo Corto Reale a cura di Rai Storia il conduttore Marco Bertozzi propose, nella puntata dedicata a Romolo Marcellini nell'ambito del documentario italiano fra il 1945 e gli anni Settanta, l'accostamento della sua carriera con quella di Leni Riefenstahl per quanto concerne la grande continuità della sua opera tra il regime fascista e la repubblica italiana del dopoguerra così come quella, nel caso della regista tedesca, tra il nazismo e il dopoguerra. Un accostamento per lo meno dubbio, dato l'oblio in cui cadde, per decenni, nella Germania Federale, l'opera di Leni e data l'evidente difformità di doti tecnico-rappresentative in funzione ideologica, tra i due (quelle di Marcellini già riorientate, dal principio degli anni '40, in appoggio a una "politica cinematografia" evidentemente confessionale): in realtà, neppure dal Ministero della Cultura Popolare fascista vi fu un incoraggiamento finanziario all'opera documentaristica avviata, durante la seconda metà degli '30, da questo regista il quale si presentava, allora, quale il più ideologicamente organico al Regime. Del resto, già in avviò Alla cineteca della Fondazione Ansaldo si trova, inventariato 1955 ca.,  il Concerto delle quattro stagioni di Vivaldi, suddiviso in quattro parti e la cui musica illustra le bellezze artistiche della penisola: Firenze, Roma e Napoli in primavera; Venezia, la spiaggia di Viareggio, la Riviera Ligure e Capri in estate; Ischia e i dintorni di Roma («i laghi vulcanici e la campagna romana») in autunno»; Torino, Sanremo, la neve sull'Etna, le piste da sci del Sestrière Taormina e Tivoli.

## Il cinema e la memoria
Alessandra Cori nel suo libro su Romolo Marcellini parla del cinema come strumento della memoria e cita Jean-Luc Godard. «Ogni immagine è bella non perché sia bella in sé [...] ma perché è lo splendore del vero». L'autrice mette poi in campo André Bazin e la sua «volontà di fusione delle due tendenze del cinema, il binomio Lumière-Meliès». Tale fusione in Marcellini risulta effettivamente dalla filmografia se si pensa che il titolo documentario del 1938 girato nella Spagna della Guerra civile,  Los novios de la muerte, è di fatto tradotto in italiano nel suo film del 1957 I fidanzati della morte, di tutt'altro argomento. In un'intervista del 1997, poi, il regista dichiarerà il proprio stile, collegato allo stile di vita, riferendosi al periodo spagnolo: «Mi sono divertito moltissimo. Innanzitutto vivevo sempre consapevole di poter essere ammazzato ogni mattina, perché accadeva quotidianamente che qualcuno ci lasciasse le penne».
Nel dopoguerra un film come Gente di Venafro dà un'immagine dell'Italia di allora anche collegandolo alla visione propria della censura del tempo, la quale, pur esprimendo parere positivo alla proiezione, detta una condizione: «( [...] ) che sia eliminata la scena in cui si vede una donna gettare dalla finestra il contenuto di un vaso da notte e che sia modificato il commento parlato della scena dei palazzi dei "signori" e di quella dei seminaristi a passeggio».

## Filmografia

### Lungometraggi
- Stadio  (1934), sceneggiatore, regia di Carlo Campogalliani
- Sentinelle di bronzo (1937)
- La conquista dell'aria (1939)
- I pirati del golfo (1940)
- L'uomo della legione (1940)
- M.A.S. (1942)
- Inviati speciali (1943)
- Passaporto per l'oriente - Episodio Roma (1951)
- Il tesoro di Rommel (1955)
- I fidanzati della morte (1957)
- Le orientali (1960)

### Documentari
- Legionari al secondo parallelo (1936)
- Los novios de la muerte (1938)
- Grano fra due battaglie (1939)
- Tombe dei Papi (1939)
- Giotto e il suo tempo (1939)
- Vita e fine della San Giorgio (1941)
- Piloti e fanti nel deserto sirtico (1941)
- Pastor Angelicus (1942)
- Roma di giorno (1946)
- Roma di notte (1946)
- Guerra alla guerra (1948)
- La via del ritorno (1949)
- Gente di Venafro (1949)
- Matera (1951)
- Italia d'oggi (1952)
- Meglio di ieri (1952)
- L'Italia e il mondo (1953)
- Dieci anni della nostra vita (1953)
- Il treno del Sole (1953)
- La mia verde Valtellina (1953)
- Appuntamento a Piazza di Spagna (1954)
- Concerto delle quattro stagioni di Vivaldi: La primavera, L'estate, L'autunno, L'inverno (1954)
- Toreri del mare (1955)
- Ore di Capri (1956)
- La grande olimpiade (1961)
- I tabù (1963)
- Russia sotto inchiesta (1963)
- Racconto dei cinque cerchi (1963)
- I tabù 2 - I miti del mondo (1965)
- Gli italiani e l'industria (1967)
- Nell'anno della luna (1969)

### Attore
- Luce d'Africa: conversazione con Romolo Marcellini, Regia di Fabio Melelli (1998)